# هوانغ بو ريوم بيول
هوانغ بو ريوم بيول (بالكورية: 황보름별)‏ هي ممثلة وعارضة أزياء كورية جنوبية. ولدت يوم 21 ديسمبر 1999 في تشانغوون في كوريا الجنوبية.

## روابط خارجية
- هوانغ بو ريوم بيول على موقع IMDb (الإنجليزية)
- هوانغ بو ريوم بيول على موقع قاعدة بيانات الفيلم (الإنجليزية)